# كأس العالم للرغبي 2015
كأس العالم للرغبي 2015 وهي ثامن بطولة عالم للرجبي، وكانت إنجلترا هي الدولة المستضيفة للبطولة من 18 سبتمبر إلى 31 أكتوبر، وقد اشترك 96 منتخب دولي في التصفيات وتأهل 20 منتخب منهم، وتمكن منتخب نيوزيلندا من الفوز باللقب بعد فوزه في المباراة النهائية على منتخب أستراليا بينما احتل منتخب جنوب أفريقيا المركز الثالث في البطولة.